# Грунин, Евгений Николаевич
Евгений Николаевич Грунин (12 июня 1955, Шахты, Ростовская область) — советский футболист, защитник, советский и российский футбольный тренер. Мастер спорта СССР.

## Биография
Воспитанник ростовского спортинтерната. О раннем периоде карьеры сведений нет, в 1979 году возможно выступал за пятигорский «Машук».
В 24-летнем возрасте дебютировал в составе «Ростсельмаша» во второй лиге, провёл в команде два неполных сезона. Затем играл за «Чкаловец» во второй лиге и запорожский «Металлург» — в первой.
В июле 1981 года перешёл в днепропетровский «Днепр». В его составе дебютировал в высшей лиге 8 июля 1981 года в матче против бакинского «Нефтчи». Всего до конца сезона принял участие в 12 матчах высшей лиги. В следующем сезоне играл в первой лиге за никопольский «Колос», сыграл все 42 матча и стал бронзовым призёром первой лиги.
В 1983 году перешёл в ростовский СКА, с которым по итогам сезона вышел из первой лиги в высшую. В 1984 году сыграл 16 матчей в высшей лиге в составе армейцев.
В 1985 году вернулся в «Ростсельмаш» и в том же году со своим клубом одержал победу в зональном турнире второй лиги. В конце карьеры играл за «Атоммаш», также выступал в соревнованиях КФК за «Шахтёр» (Шахты). В 1989 году играл вместе с «Шахтёром» во второй лиге.
В июле 1989 года перешёл на тренерскую работу и возглавил «Шахтёр», сменив Валентина Хахонова. Работал с командой четыре с половиной сезона (1989—1993).
По состоянию на 2013 год тренировал любительскую команду «Союзспецстрой» (Шахты), в том же году возглавил городскую федерацию футбола. В начале 2014 года снова стал главным тренером «Шахтёра», но в августе того же года оставил пост по состоянию здоровья.